# Dioryctria reniculelloides
Dioryctria reniculelloides is een vlinder uit de familie van de snuitmotten (Pyralidae). De wetenschappelijke naam van de soort is voor het eerst geldig gepubliceerd in 1973 door Mutuura & Munroe.